# Sergej Nikolajevič Lazarev
Sergej Nikolajevič Lazarev (* 4. září 1952 Jejsk, Sovětský svaz) je praktický filosof, parapsycholog a badatel. Zabývá se zkoumáním zákonů duchovního života člověka a jejich vlivu na zdraví a osud.

## Život
Narodil se 4. září 1952 v ruském městě Jejsk. Vystudoval Ruskou státní pedagogickou univerzitu A. I. Gercena a zároveň absolvoval 11měsíční rekvalifikační kurz na Petrohradské státní univerzitě, kde získal kvalifikaci jako praktický psycholog.

## Kariéra
Věnuje se zkoumání informačních a energetických polí člověka od začátku 80. let. Od roku 1993 pořádá semináře, prezentace a přednášky v Moskvě, Petrohradě a dalších ruských městech, ale také v Německu, Izraeli, Polsku, Česku a na Ukrajině. Od začátku 90. let vyšlo 25 knih Sergeje Lazareva z knižní řady „Diagnostika Karmy" a „Člověk budoucnosti".
Sergej Lazarev se zajímá o spojitost mezi vnitřním stavem duše člověka a jeho zdravím a osudem a mezi náboženským a morálním stavem lidstva a perspektivami jeho existence v moderním světě. V této oblasti objevil Sergej Lazarev empirickou metodou řadu posloupných zákonů, díky kterým dokázal vytvořit ucelený filozofický systém vnímání světa.
Výzkumu informačních a energetických polí člověka se Sergej Lazarev začal věnovat v letech 1980–1981 a koncem 80. let se začal profesionálně zabývat léčitelstvím. Po osvojení diagnostiky člověka na dálku v laboratoři Vadima Poljakova (Sankt-Petěrburg) u sebe Sergej Lazarev objevil schopnost získávat informace o zdravotním stavu v poli člověka, a to nejen ve vztahu k jeho přítomnosti, ale i minulosti a budoucnosti.
Na počátku své léčitelské praxe pracoval Sergej Lazarev s energetickými poli, které lidské tělo vyzařuje. Pole tedy bylo ve vztahu k tělu druhotným. Tělo bylo příčinou a pole následkem. Ve své badatelské práci nicméně S. Lazarev rozvíjel také hypotézu o existenci jiného druhu polí. Polí, která by byla ve vztahu k tělu a jeho orgánům prvotní. Poté, co se Sergej Lazarev přesvědčil, že veškeré informace o povaze, osudu, minulosti i budoucnosti člověka a dokonce i o minulých vtěleních musí být uložena v jeho individuálním poli, začal S. Lazarev k tomuto tajemnému úložišti informací hledat přístup.
Na jaře roku 1990 S. Lazarev po několika letech vyčerpávající práce, diagnostikování, léčby nemocných a různých experimentů poprvé uviděl prvotní informační a energetické pole člověka. Začalo být zřejmé, že zatímco husté povrchové vrstvy individuálního pole člověka a jeho aury závisí na těle a jsou mu podřízeny, tyto hlubinné, jemné vrstvy pole tělo naopak řídí. Kromě toho se také ukázalo, že tyto struktury určují nejenom zdraví, ale i povahu, osud a budoucnost člověka.
To motivovalo Sergeje Lazareva k napsání knih a pořádání seminářů. Doposud napsal a vydal přes 20 knih, které jsou překládány do řady cizích jazyků (angličtiny, němčiny, polštiny, češtiny, španělštiny, bulharštiny, rumunštiny, řečtiny, francouzštiny maďarštiny a japonštiny). Sergej Lazarev pravidelně pořádá semináře, prezentace a přednášky, a to jak v Moskvě, Sank-Petěrburgu a celé řadě dalších ruských měst, tak v zahraničí, například v Německu, Izraeli nebo na Ukrajině.

## Kritika
Ruský teolog a religionista A. L. Dvorkin zařadil Lazarevovu knihu "Diagnostika karmy“ mezi „okultní hnutí a proudy“ v řadách "domácích sekt".